# Der Ochsenkrieg (film 1920)
Der Ochsenkrieg è un film del 1920, diretto da Franz Osten, basato sul romanzo omonimo di Ludwig Ganghofer. 